# Ronald Araya
Ronald Araya (28 augustus 1985) is een Costa Ricaans wielrenner. 
In 2014 wist hij in de Ronde van Costa Rica twee etappes te winnen en droeg er twee dagen de leiderstrui. Hij werd dat jaar achtste op het Costa Ricaans kampioenschap op de weg bij de eliterenners.

## Overwinningen
2014
1e en 11e etappe Ronde van Costa Rica